# Министр иностранных дел Китая
Министр иностранных дел Китайской Народной Республики — глава министерства иностранных дел Китайской Народной Республики и один из наиболее важных постов в кабинете страны. Министр обычно — также член Центрального комитета Коммунистической партии Китая.

## Процесс назначения
Согласно Конституции Китайской Народной Республики, кандидатура министра выдвигается премьер-министром и подтверждается Всекитайским собранием народных представителей или его Постоянным комитетом.

## Министры иностранных дел Китая с 1 октября 1949 года
- Чжоу Эньлай — (1 октября 1949 — 11 февраля 1958);
- Чэнь И — (11 февраля 1958 — 3 марта 1971);
- Цзи Пэнфэй — (19 января 1972 — 14 ноября 1974);
- Цяо Гуаньхуа — (14 ноября 1974 — 2 декабря 1976);
- Хуан Хуа — (2 декабря 1976 — 19 ноября 1982);
- У Сюэцянь — (19 ноября 1982 — 12 апреля 1988);
- Цянь Цичэнь — (12 апреля 1988 — 17 марта 1998);
- Тан Цзясюань — (17 марта 1998 — 17 марта 2003);
- Ли Чжаосин — (17 марта 2003 — 27 апреля 2007);
- Ян Цзечи — (27 апреля 2007 — 18 марта 2013);
- Ван И — (18 марта 2013 — 30 декабря 2022);
- Цинь Ган — (30 декабря 2022 — 25 июля 2023)
- Ван И — (с 25 июля 2023)